# معهد الكتاب المقدس الأثري

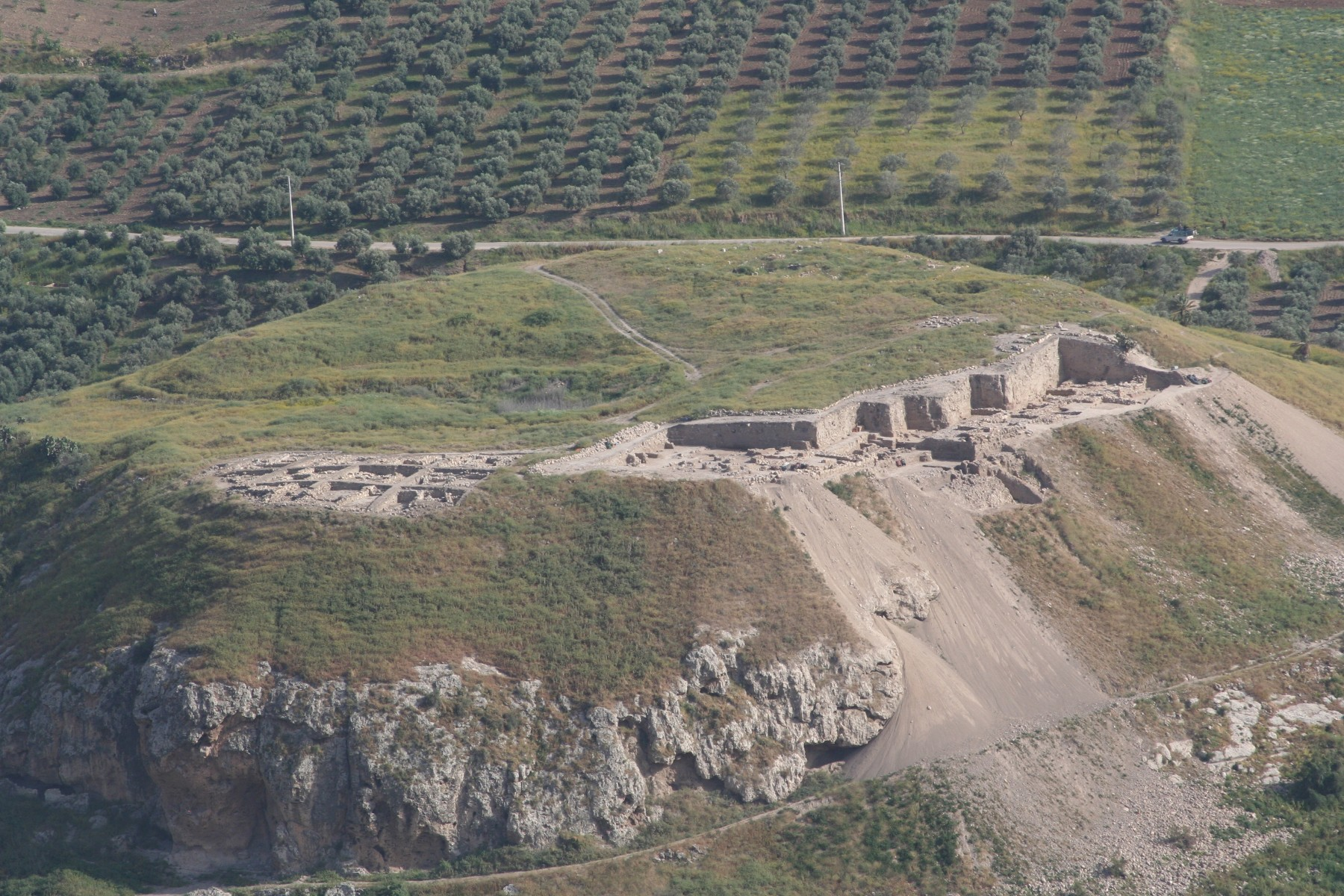
تل زراعه في ربيع 2010

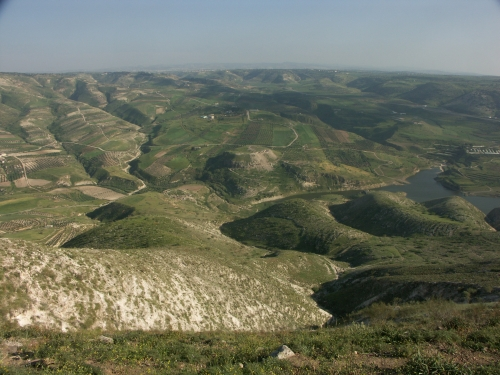
وادي العرب وتل الزيرة 2007

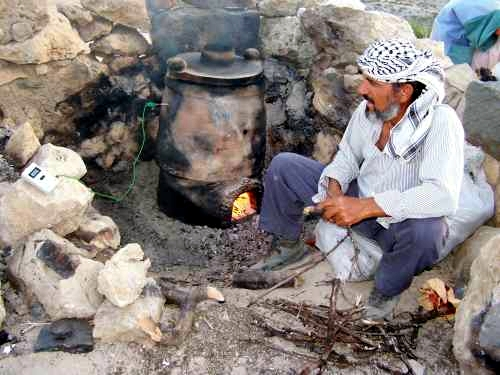
علم الآثار التجريبي تل زراع 2006

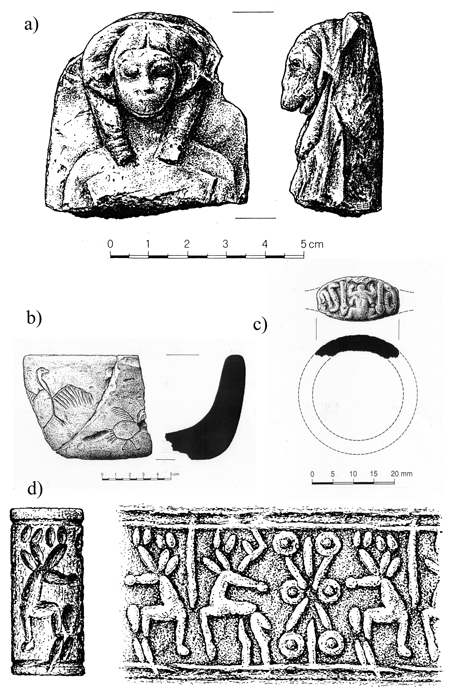
تل زراع يجد 2007

تأسس معهد الكتاب المقدس الأثري (BAI) في عام 1999 من قبل الكنيسة البروتستانتية في راينلاند. وهي تشكل معهدًا من «الجامعة البروتستانتية في فوبرتال» بالإضافة إلى معهد تابع لجامعة فوبرتال ولديها الحق في منح الدكتوراه في كلتا الجامعتين. 
يتم توفير الوقف المالي الضروري من قبل «أصدقاء BAI» 

## أهداف علمية
منذ عام 1999 يتم متابعة أربعة أهداف رئيسية للبحث. هذه الأهداف هي: 
- مشاريع التنقيب (خاصة في شرق المتوسط)
- تطبيق الأساليب الحديثة في علم الآثار - أي الجيوفيزياء (الجيولوجيا الكهربائية والتصوير المقطعي؛ الجيومغناطيسية؛ georadar) والبحوث الأرضية (المسح التصويري)
- علم الآثار (تحليل الفخار الكيميائي والمعدني؛ إطلاق الفخار التجريبي)؛ الاهتمام الرئيسي هو كتابة تاريخ إنتاج الفخار في منطقة التحقيق؛ منذ عام 2008 أيضا عمل بحثي في صناعة الزجاج القديم والخزف
- علم الآثار التجريبي (إنتاج نسخ طبق الأصل من الفخار بطرق التصنيع الصحيحة تاريخياً)

## المشاريع الأثرية الرئيسية

### مشاريع مختلفة
أجرى معهد الكا المقدس الأثري حفريات وبحوث جيوفيزيائية في إيطاليا واليونان وإسرائيل والمملكة الأردنية الهاشمية. 
- فيلا هادريانا (إيطاليا) 2002-2004
- التنقيب الجيوفيزيائي في أولمبيا (اليونان) 2001
- Esch-Schallaf (الأردن) 1998-1999
- بعيجة 1، قريب من البتراء (الأردن) 1999
- سال (الأردن) 1999-2000

### مشروع منطقة غدرة وتل الزراع
منذ عام 2001 تركزت أبحاث المعهد على استكشاف منطقة جدارا. أكبر موقع في المنطقة هو تل زراعه الذي يمتد لأكثر من 5000 سنة من تاريخ الاستيطان. في هذا المكان في عام 2001 تم إجراء مسح. في عام 2003، بدأت أول عملية تنقيب لمشروع طويل الأجل تم جدولته حتى عام 2020. منذ عام 2004 المعهد الألماني البروتستانتي للآثار عمان شريك في المشروع. منذ عام 2006 يشارك المعهد المقابل في القدس بالمثل. تم إنجاز مواسم الحفريات الجارية حاليا من خلال مسح إقليمي يغطي منطقة وادي العرب الكبرى منذ عام 2009. 
في مستوطنات تل زراعه من أكثر من خمسة آلاف سنة يتم التنقيب عنها. علاوة على ذلك، يتم استكشاف الإمكانات الزراعية والنباتات والحيوانات والجيولوجيا والهيدرولوجيا والعلاقات التجارية (الطرق والبنية التحتية) والأهمية الاستراتيجية لوادي العرب. 
25   كم 2 من منطقة وادي العرب الكبرى (جنوب مدينة جدارا القديمة) كانت قيد البحث منذ عام 2009. توجد في هذه المنطقة أكثر من 100 موقع يعود تاريخها إلى عصور ما قبل التاريخ وحتى العصر الإسلامي. 
بمساعدة الاساليب الأثرية، يتم فحص القطع الأثرية من تل زراعه فيما يتعلق بموادها. وبالتالي، يركز البحث على الفخار والزجاج والفخار لاكتساب نظرة ثاقبة على موقع ممكن من مواقع الإنتاج والمعرفة التكنولوجية. 
يسير البحث الموصوف أعلاه جنبًا إلى جنب مع علم الآثار التجريبي، وتطبيق التقنيات القديمة مثل بناء فرن الخزافين وإطلاق المنتجات. 
استخدم التنقيب الجيوفيزيائي في تل الزهراء لرسم الخرائط الجيولوجية، والتصوير المقطعي ثنائي الأبعاد، وتقنيات التصوير المقطعي ثلاثي الأبعاد من أجل: 
- تخطيط الحفريات الأثرية مسبقًا بدقة قدر الإمكان واستنباط طرق مناسبة للحفر،
- اكتساب المعرفة المتعلقة بالمناطق غير المحفورة و
- حماية المناطق لعمليات التنقيب المستقبلية.

## المدير

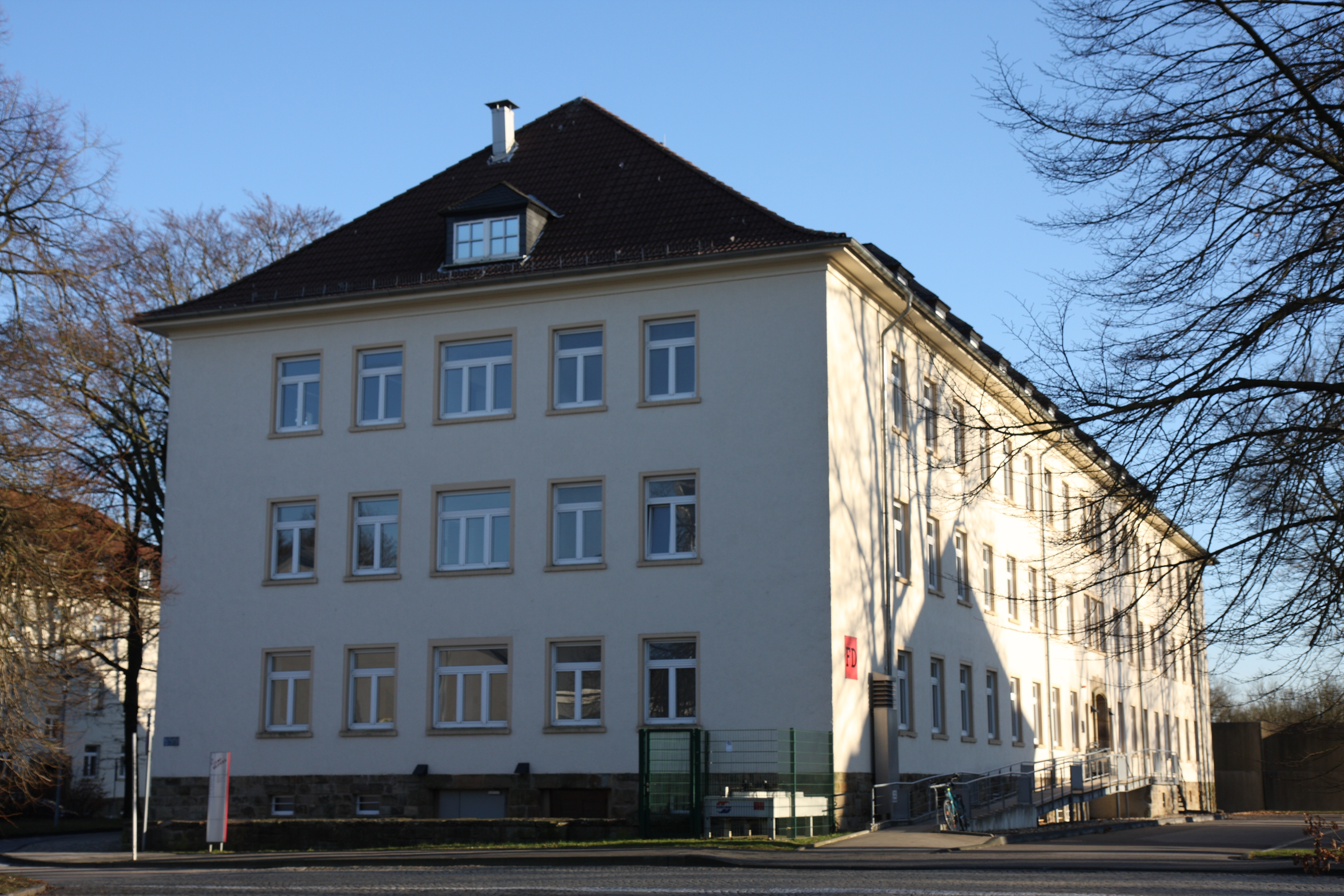
بكالوريوس في جامعة فوبرتال 2008

المدير الأول لمعهد الآثار هو ديتر فيويغر الذي تم تعيينه في عام 1999. يشغل منذ نوفمبر 2005 منصب مدير المعهد الألماني البروتستانتي للآثار في القدس وعمان. وهو أستاذ في الجامعة البروتستانتية في فوبرتال وكذلك في جامعة ويتن / هيرديك. 

## موقع جامعة فوبرتال (Bergische Universität Wuppertal)
في 13 تموز 2003، تم نقل BAI في مرافق جامعة Bergische ، Campus Freudenberg احتفالًا رسميًا. تهتم أغراض مكتبة الإسكندرية بشكل رئيسي بالبحث الأثري عن الاكتشافات من تل زراعه. 
يمكن الوصول بسهولة إلى BAI في الحرم الجامعي Freudenberg التابع لجامعة Bergische Wuppertal بالسيارة عن طريق A 1 و A 46 و L 418. يتم توفير وسائل النقل العام من محطة Wuppertal المركزية بواسطة الحافلة "E". يقع المعهد في الطابق الثالث من المبنى FD.

## روابط خارجية
- الصفحة الرئيسية معهد الآثار التوراتية فوبرتال
- الصفحة الرئيسية لمشروع منطقة غدرة وتل زراع